# Herbert Wolff (Politiker)
Herbert Wolff (* 8. April 1904 in Oberkirch (Baden); † 29. Oktober 1958 in Waldkirch) war ein deutscher Politiker der CDU.
Wolff beantragte am 1. Juni 1937 die Aufnahme in die NSDAP und wurde rückwirkend zum 1. Mai desselben Jahres aufgenommen (Mitgliedsnummer 4.267.088). Seit dem Kriegsende war er, der 1946 der CDU beigetreten war, hauptberuflich als Redakteur und Verlagsfachmann in der landwirtschaftlichen Presse tätig. Seit 1950 war er Chefredakteur und Verlagsleiter der Badischen Bauern-Zeitung. Dem Deutschen Bundestag gehörte er seit der Bundestagswahl 1957 bis zu seinem Tode an.
Wolff war seit 1922 Mitglied der katholischen Studentenverbindung K.D.St.V. Carolingia Hohenheim.